# Käravete
Koordinaten: 59° 11′ N, 25° 46′ O
Käravete (deutsch Kerrafer) ist ein Dorf (estnisch alevik) in der estnischen Landgemeinde Järva (bis 2017 zu Ambla) im Kreis Järva (deutsch Jerwen). Das Dorf liegt 10 km von Jäneda (deutsch Jendel oder Jenneda) entfernt. Es hat 288 Einwohner (Stand 1. Januar 2006).
Durch Käravete fließt der kleine Fluss Ambla (estnisch Ambla jõgi). 1979 wurde an der Stelle eines alten Mühlensees das Wasser zu einem künstlichen, 2,6 Hektar großen See aufgestaut, in dem seit 1991 Flussbarsche heimisch sind.
Etwa 1,5 km von der heutigen Ortschaft entfernt befindet sich ein vorhistorischer Opferplatz, der sogenannte Nõiamägi. Den Hügel bedeckt ein Hain aus Waldkiefern. Käravete wurde erstmals 1540 urkundlich unter dem Namen Kiriver erwähnt. Der Ort liegt an der historischen Überlandstraße Piibe maantee.

## Architektur

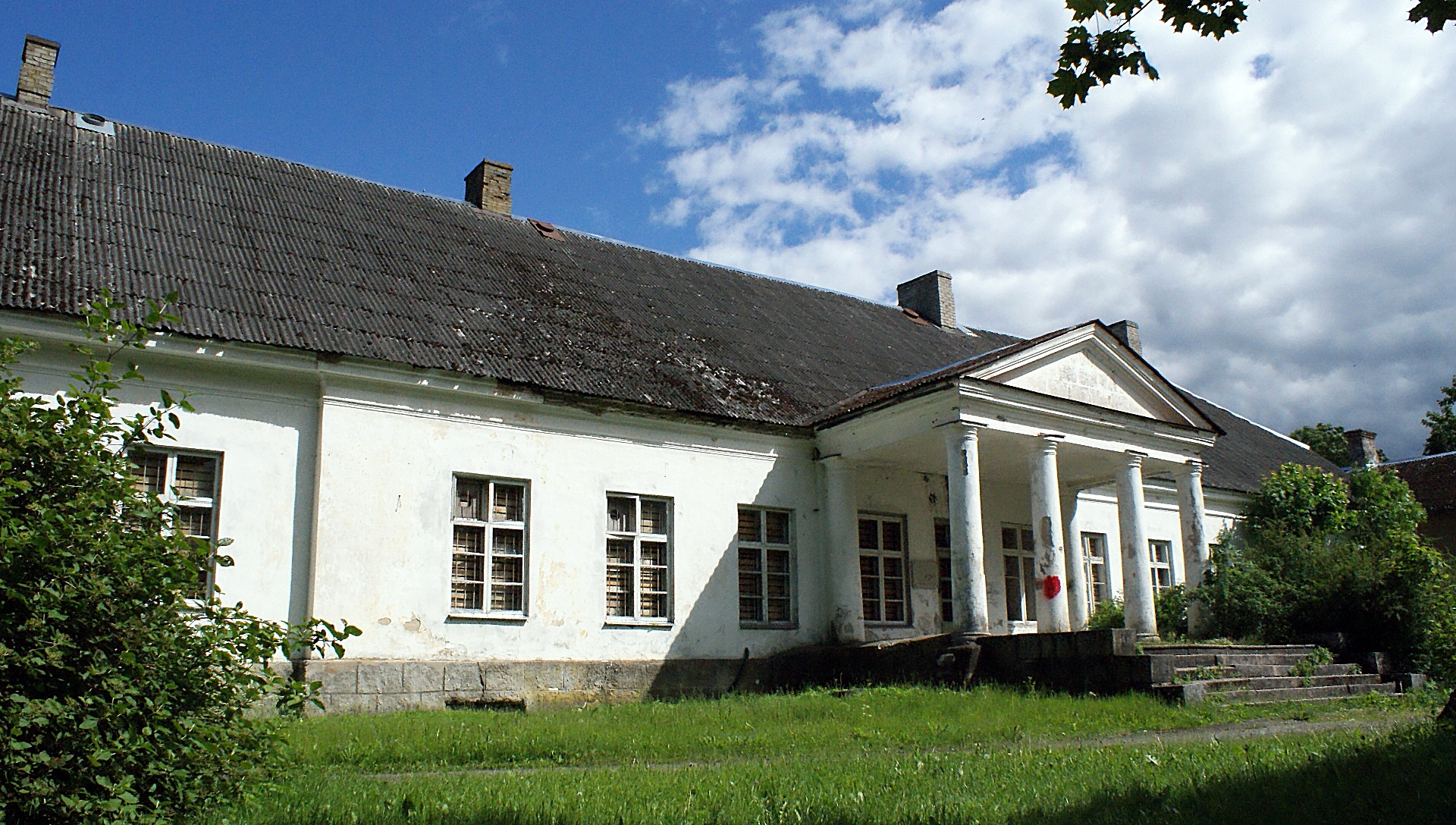
Das Gutshaus von Kerrafer (Käravete)

Das Gut von Kerrafer (Käravete mõis), welches über einen längeren Zeitraum im Besitz der Adelsfamilie von Igelström war, wurde Anfang des 17. Jahrhunderts gegründet. Das heutige Herrenhaus stammt aus der zweiten Hälfte des 18. Jahrhunderts. Es wurde einstöckig im klassizistischen Stil errichtet. In den 1820er Jahren wurde es um einen repräsentativen Portikus erweitert. Unter Denkmalschutz stehen auch eine Brücke aus Granit und zwei historische Gartenvasen von Anfang des 20. Jahrhunderts.
In der Zeit der Estnischen Sozialistischen Sowjetrepublik war in dem Herrenhaus ein Kulturzentrum mit Bibliothek und Kino untergebracht. Heute befindet es sich im Privatbesitz.

## Infrastruktur
Die Straße Tugimaantee 13 führt nordwestlich über Jägala in Richtung Tallinn. Südlich an Käravete vorbei führt die Straße Põhimaantee 5 (Pärnu – Rakvere). Der Haltepunkt Lehtse befindet sich an der Bahnstrecke Tallinn–Tapa 10 km von Käravete entfernt.